# Zorkij (1904)
Zorkij (ros. Зоркий) – rosyjski niszczyciel z początku XX wieku, jedna z 22 zbudowanych jednostek typu Bojkij. Okręt został zwodowany w październiku 1904 roku w krajowej stoczni Nawal w Nikołajewie, a do służby w Marynarce Wojennej Imperium Rosyjskiego został wcielony w sierpniu 1905 roku, z przydziałem do Floty Czarnomorskiej. „Zorkij” wziął udział w I wojnie światowej, w maju 1918 roku został zdobyty przez Niemców, a we wrześniu 1919 roku przejęli go Biali. W 1920 roku niszczyciel został internowany w Bizercie, a złomowano go w 1924 roku.

## Projekt i budowa
Okręt był jednym z 22 niszczycieli typu Bojkij zbudowanych w krajowych stoczniach, będących ulepszoną i powiększoną wersją zaprojektowanych w brytyjskiej stoczni Yarrow jednostek typu Sokoł . Zbudowany został w stoczni Nawal w Nikołajewie . Stępkę okrętu położono w styczniu 1904 roku, a zwodowany został w październiku 1904 roku .

## Dane taktyczno-techniczne
„Zorkij” był niewielkim, czterokominowym niszczycielem, klasyfikowanym do 1907 roku jako torpedowiec . Długość całkowita wynosiła 64 metry, szerokość 6,4 metra i maksymalne zanurzenie 2,59 metra. Wyporność jednostki wynosiła 350 ton. Okręt napędzany był przez dwie pionowe maszyny parowe potrójnego rozprężania o łącznej mocy 5700 KM, do której parę dostarczały cztery kotły Normand . Dwuśrubowy układ napędowy pozwalał osiągnąć prędkość 26 węzłów . Okręt mógł zabrać zapas węgla o maksymalnej masie 80 ton, co zapewniało zasięg wynoszący 1200 Mm przy prędkości 12 węzłów .
Uzbrojenie artyleryjskie okrętu stanowiły: umieszczone na nadbudówce dziobowej pojedyncze działo kalibru 75 mm Canet L/48 oraz pięć pojedynczych dział trzyfuntowych kalibru 47 mm Hotchkiss M1885 L/40 . Jednostka wyposażona była w jedną dziobową stałą i dwie pojedyncze obracalne pokładowe wyrzutnie torped kalibru 381 mm, z łącznym zapasem sześciu torped . Ponadto okręt mógł zabrać na pokład 12–18 min .
Załoga okrętu liczyła 62–69 oficerów, podoficerów i marynarzy .

## Służba

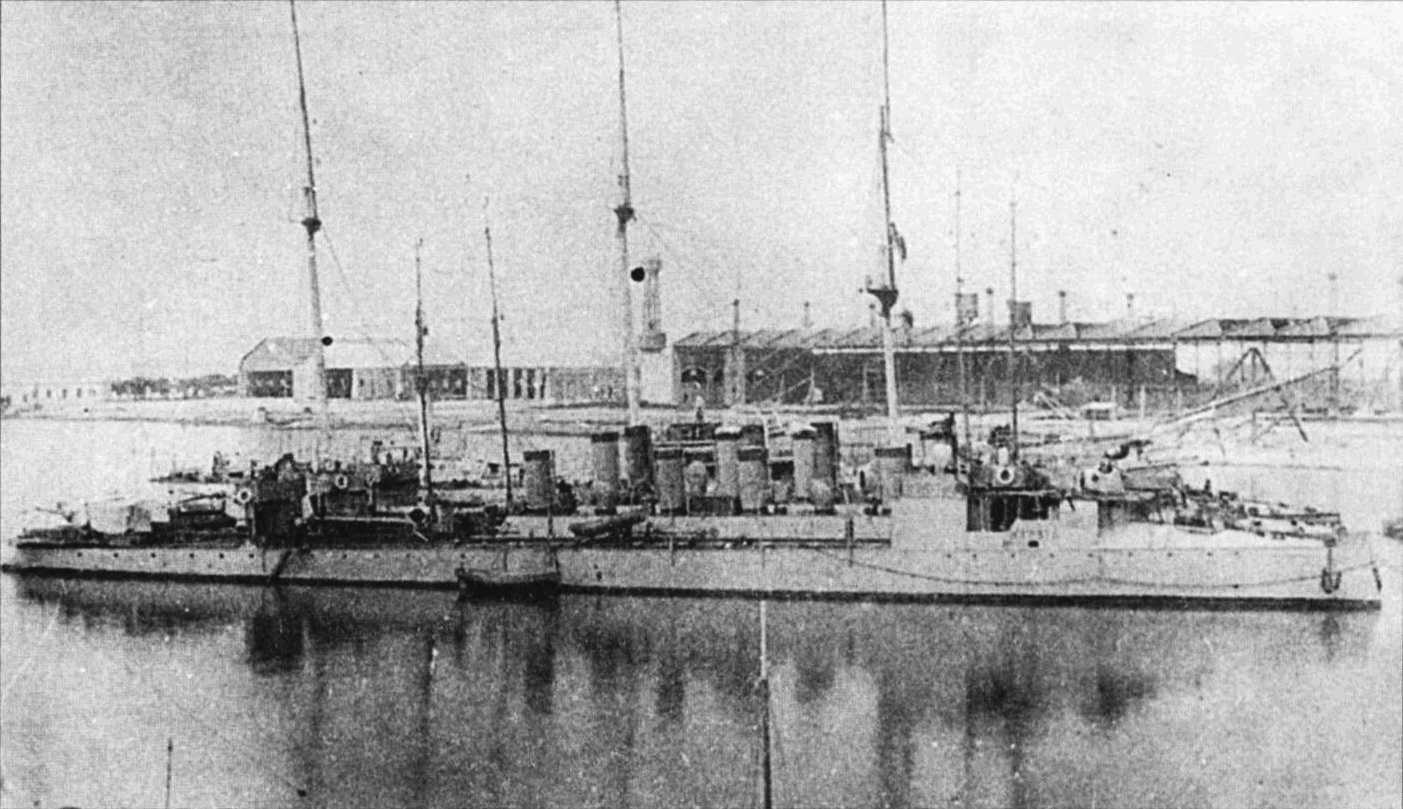
„Żarkij”, „Zorkij” i „Zwonkij” w Bizercie w 1924 roku

„Zorkij” został wcielony do służby w Marynarce Wojennej Imperium Rosyjskiego w sierpniu 1905 roku . Jednostka weszła w skład Floty Czarnomorskiej. W 1912 roku dokonano modernizacji uzbrojenia jednostki: zdemontowano wszystkie wyrzutnie torped kalibru 381 mm i wszystkie działka kalibru 47 mm, instalując w zamian dwie pojedyncze wyrzutnie torped kalibru 450 mm oraz drugą armatę kalibru 75 mm Canet i sześć pojedynczych karabinów maszynowych kalibru 7,62 mm .
W trakcie I wojny światowej „Zorkij” wchodził w skład Floty Czarnomorskiej. W styczniu 1915 roku 5 dywizjon niszczycieli („Zorkij”, „Zawidnyj”, „Zawietnyj” i „Zwonkij”) przybył do Batumi w celu atakowania tureckiej żeglugi przybrzeżnej. 17 marca?/30 marca 1915 roku krążownik „Pamiat’ Mierkurija” oraz niszczyciele „Zorkij”, „Zawietnyj” i „Zwonkij” ostrzelały rejon Kozlu w prowincji Zonguldak, powodując nieznaczne straty.
18 kwietnia?/1 maja 1918 roku „Zorkij” został zdobyty w Sewastopolu przez Niemców, którzy 24 kwietnia?/7 maja wcielili go do służby pod oznaczeniem R 10 . W listopadzie 1918 roku okręt przejęli alianci, po czym we wrześniu 1919 roku wszedł w skład floty Białych. W listopadzie 1920 roku „Zorkij”, „Żarkij” i „Zwonkij” udały się do Bizerty, gdzie zostały internowane przez Francuzów 16 grudnia?/29 grudnia 1920 roku . Jednostka została sprzedana i złomowana w 1924 roku .